# Melloulech
Melloulech o Mellouleche (àrab: ملولش, Mallūlax) és una ciutat turística del sud de la governació de Mahdia, a Tunísia, situada uns 46 km al sud de Mahdia. Té una població aproximadament de 8.175 habitants, que augmenten considerablement a l'estiu. Es troba a uns 2 km del Ras Djezira i a uns 10 km al sud hi ha el Ras Bou Tria, que marca el límit de la governació i de la delegació, amb unes ruïnes romanes. És capçalera d'una delegació amb 18.630 habitants al cens del 2004.

## Economia
Encara que l'activitat agrícola es manté, el turisme és avui dia la principal activitat. Té platges d'aigües clares i arenes fines.

## Patrimoni
El monument més destacat és la mesquita amb minaret situada al carrer principal de la ciutat.

## Administració
És el centre de la delegació o mutamadiyya homònima, amb codi geogràfic 33 59 (ISO 3166-2:TN-12), dividida en cinc sectors o imades:
- Melloulech (33 59 51)
- El Aïtha (33 59 52)
- El Mansoura (33 59 53)
- Ben Hssine (33 59 54)
- Sidi Abdellaziz (33 59 55)

Al mateix temps, forma una municipalitat o baladiyya (codi geogràfic 33 21).